# Erebia triarius
Erebia triarius é uma espécie de insetos lepidópteros, mais especificamente de borboletas pertencente à família Nymphalidae.
A autoridade científica da espécie é de Prunner, tendo sido descrita no ano de 1798.
Trata-se de uma espécie presente no território português.

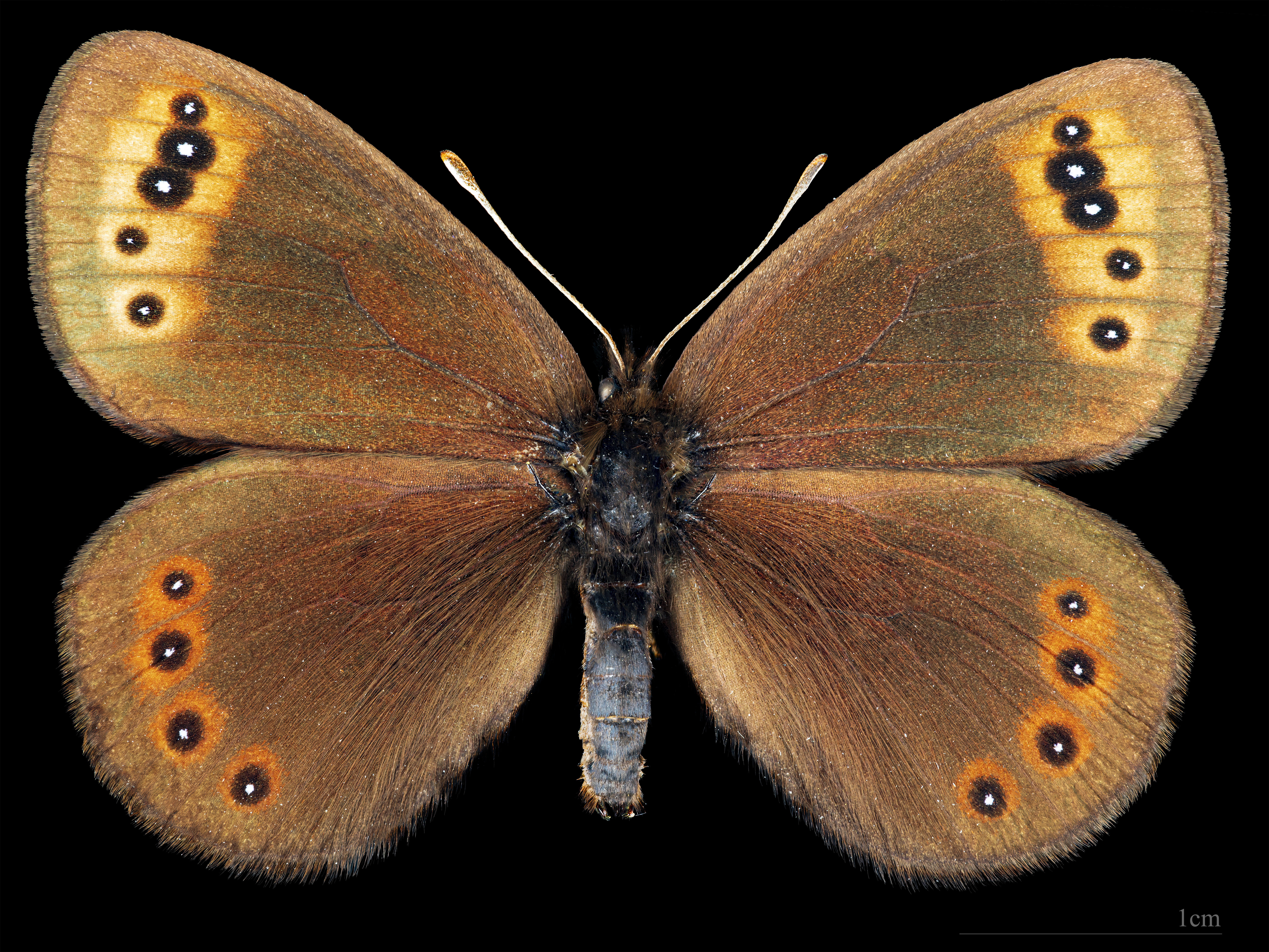
Erebia triarius ♂
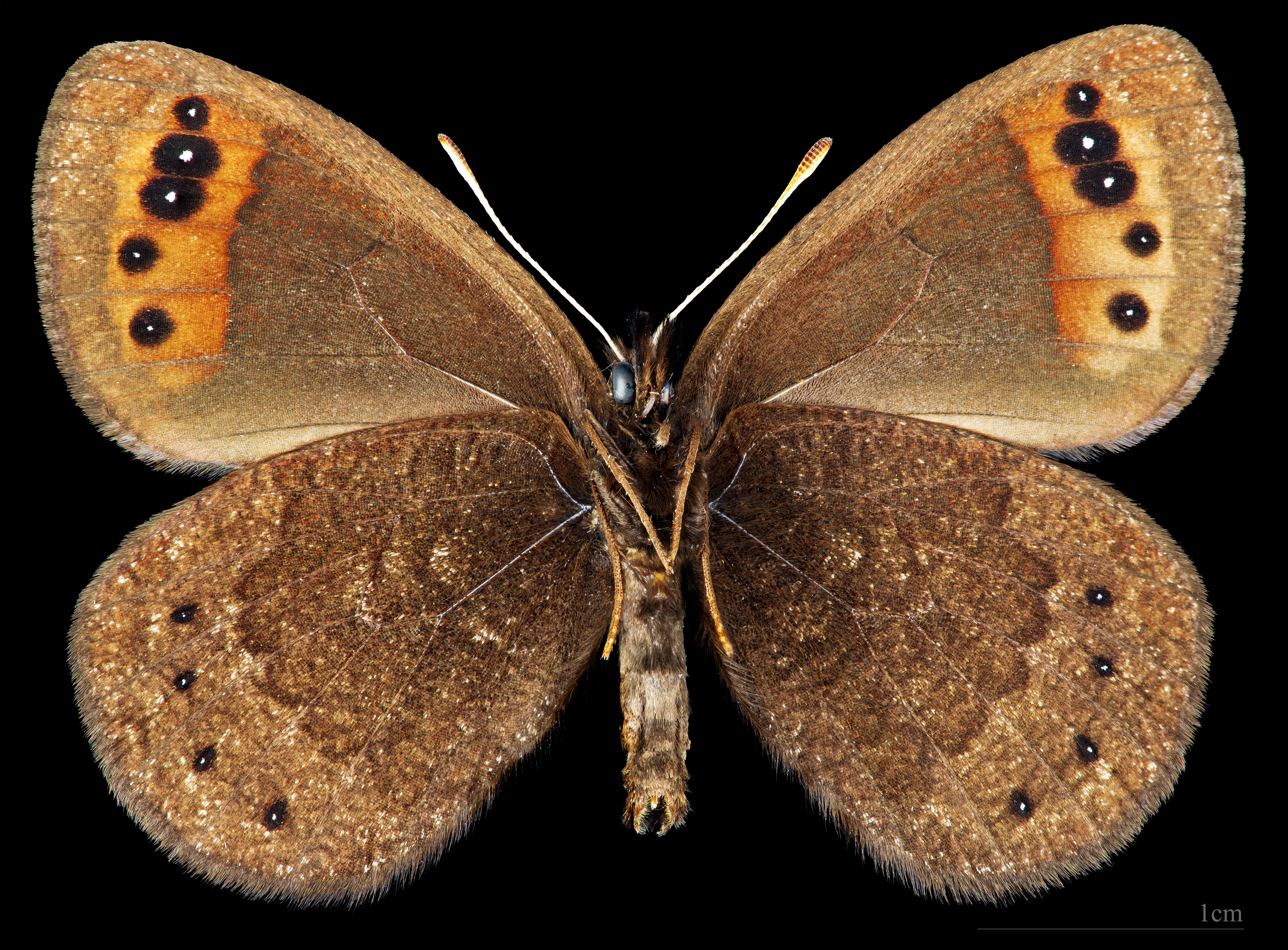
Erebia triarius ♂  △